# Vessző (írásjel)
A vessző (,) az írásjelek egyike, (a szóköz mellett) az elkülönítés legelterjedtebb eszköze.
Formáját tekintve alsó helyzetű rövid vonal, melynek alakja betűtípustól függően lehet egyenes, dőlt, illetve kitöltött fejű kis 9-est formázhat (, , ,). A Unicode és az ASCII karakterkészletben kódja a 44; saját billentyűjével érhető el.
Számos nyelvben a görög komma (κόμμα) szó származékával utalnak rá, amely eredetileg levágott részt, rövid tagmondatot jelent.
Tipográfiai szempontból mindig tapad az előtte álló betűhöz vagy más írásjelhez (tehát nem állhat előtte szóköz), utána viszont mindig szóközt kell tenni (a tizedesvessző esetét kivéve). Ha az előtte álló szó vagy zárójel kurzív, a vessző is kurzív helyzetű lesz.
Mellékjelként előfordul a románban (ș  ț), valamint a lettben (ģ ķ ļ ņ).
Alakilag hasonló hozzá a cedilla (¸) és a pontosvessző (;). A felső helyzetű jelek közül megfelel az aposztrófnak (' ’), valamint hasonló a cseh és szlovák nyelv módosított hacsek jeléhez (ď ť ľ).

## Használata a magyarban
A magyarban az alábbi helyeken teszünk vesszőt:
- felsorolás: azonos szerepű (mellérendelt) mondatrészeket választ el egymástól (és, s, meg, vagy esetén az utolsó tag előtt nincs kitéve), l. AkH.12 248.
- tagmondatokat választ el egymástól (minden esetben ki van téve), l. AkH.12 244.
- tizedes törtekben az egészrész és a törtrész elkülönítése (tizedesvessző), l. AkH.12 274., 293.
- hátravetett mondatrészek előtt, l. AkH.12 248. e)
- páros kötőszóval alkotott szerkezetekben, l. AkH.12 248. f)
- értelmező előtt, esetleg mögött is, l. AkH.12 249.
- szervetlen mondatrészek elé és mögé:
  - megszólítás, l. AkH. 255–256.
  - és a legtöbb indulatszó esetén, l. AkH.12 261.
- a gondolatjelhez és a zárójelhez hasonlóan közbevetést is kifejezhet, l. AkH.12 251.

(Használatának részletesebb leírását lásd az OH.-nak a tárgymutatóban megadott lapjain.)

### Mondatrész és tagmondat elkülönítése
A legtöbb gondot a fentiek közül annak megállapítása okozza, hogy az és, s, meg, vagy kötőszók mondatrészeket vagy tagmondatokat kapcsolnak-e össze.
A vesszőt ki kell tenni:
- ha bármelyik állítmánynak saját vonzata (szükséges bővítménye) van: A résztvevők táncoltak, és ősi jelképeket viseltek. (az „ősi jelképeket” a kötelező bővítmény, a vonzat)
  - még akkor is, ha a vonzat nincs kitéve: Bement (a boltba), és megvette (a könyvet). → Bement, és megvette.
  - és akkor is, ha a második tagmondat bármi okból hiányos: A bíróság szakvéleményt kér annak bizonyítására, hogy fennállt-e ez a kóros pszichés állapot, vagy sem. – A király lejött, és a nagyúri rendek.

Nem teszünk vesszőt az alábbi esetekben:
- Az állítmányoknak nincs saját vonzatuk: azaz ha van, az közös (a két ige között ugyanis ilyenkor egyazon tagmondaton belüli mellérendelő kapcsolatot feltételezhetünk, nem alkotnak külön tagmondatot): Állt és nézelődött. – Megunja és leveti az egyenruhát.
- Névszói állítmányok esetén, ha egyiknek sincs saját vonzata (legföljebb szabad bővítménye), és a második nem hátravetés: A pislogóhártyának köszönhetően a szem állandóan nedvesen tartható és tisztítható a portól.
- Az állítmányok párhuzamos szerkezetet alkotnak, és tisztán kapcsolatos viszony van közöttük (nincs például időrendiség): Nem tudta eldönteni, hogy iskolába menjen vagy otthon maradjon.
- Ha két állítmány közös bővítménye a második állítmány után szerepel, nem tesszük ki a vesszőt, még ha van is saját bővítményük: Zoli nagyon komolyan fogta fel és kitűnően oldotta meg a feladatot.

Fakultatív a vesszőhasználat az alábbi esetekben:
- Ha két állítmánynak saját bővítménye is van, közös bővítményük azonban az első állítmány előtt szerepel: Attila könyvborítókat tervezett(,) és illusztrált képekkel.
- Ha két állítmánynak saját bővítménye is van, közös bővítményük azonban a második állítmány után szerepel, és ez a bővítmény alany: Összevissza repkedtek(,) és fülsiketítően csiviteltek a madarak.
- Ha az állítmányoknak saját alanyuk van, de közös bővítménnyel is rendelkeznek: A tanár feladta(,) és a tanulók megírták a házi feladatot.

(Az OH. 324–326. oldala alapján)